# CrunchBang Linux
CrunchBang Linux era una distribuzione basata su Debian GNU/Linux, sviluppata da Philip Newborough.
Utilizzando il windows manager Openbox, risulta altamente personalizzabile e adatta per computer con hardware non troppo recente.
Philip Newborough ha annunciato la fine dello sviluppo di CrunchBang Linux il 6 febbraio 2015.
Un nuovo team ha preso in mano la distribuzione, ribattezzandola BunsenLabs Linux e continuandone lo sviluppo. Il sito ufficiale di CrunchBang è presto diventato un reindirizzamento a BunsenLabs.

## Leggerezza
CrunchBang Linux non è stato concepito esclusivamente per i vecchi sistemi anche se molti utenti ne apprezzano la velocità e le performance anche dove le risorse di sistema sono limitate. Questo è consentito dalla leggerezza della maggior parte delle applicazioni preinstallate, che per la release 11 "Waldorf", per esempio, comprendono htop come gestore dei processi, Thunar come gestore dei file e Terminator come emulatore di terminale; il sistema di default inoltre non comprende la gestione della maggior parte delle impostazioni da interfaccia grafica, lasciando all'utente la possibilità di modificare manualmente i file di configurazione.

## Passaggio a Debian
Dalla versione 10 di CrunchBang Linux, la distribuzione si basa direttamente su Debian e non più su Ubuntu. Dal 7 febbraio 2011 la versione finale di CrunchBang Linux 10 ("Statler"), è disponibile in live CD per le seguenti architetture: i686, i486, o amd64.
Con l'eccezione di pochi pacchetti, CrunchBang Linux è costituita interamente da pacchetti disponibili nei repository Debian. CrunchBang Linux utilizza il gestore di pacchetti APT.

## Versioni
- CrunchBang Linux 8.10.01
- CrunchBang Linux 8.10.02
- CrunchBang Linux 9.04.01
- CrunchBang Linux 10 “Statler”
- CrunchBang Linux 11 “Waldorf”